# Aspidosperma limae
Aspidosperma limae é uma espécie de planta arbórea da família Apocynaceae, popularmente conhecida como peroba.
É nativa do Brasil, endêmica, sendo encontrada na Região Nordeste, nos estados de Alagoas, Ceará e Pernambuco.

## Galeria

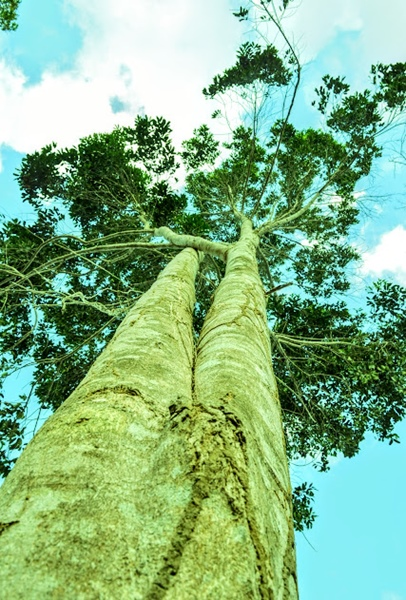
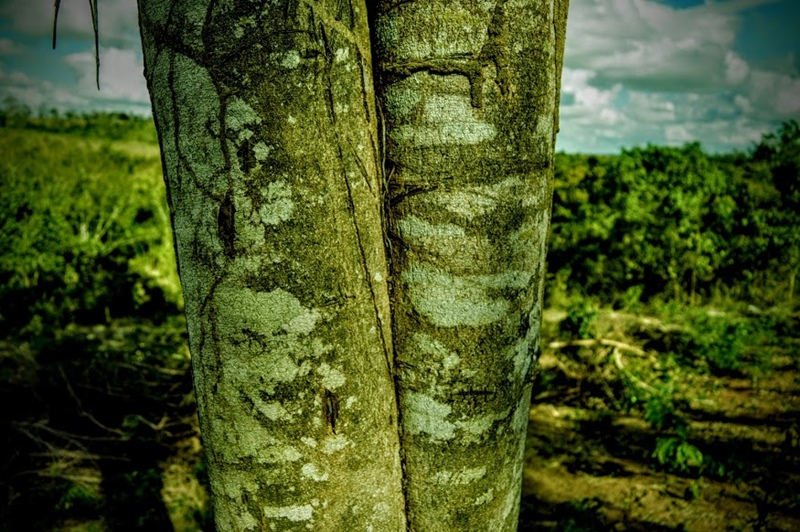
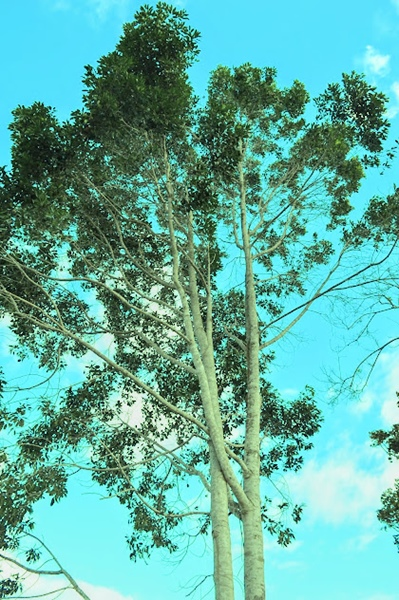
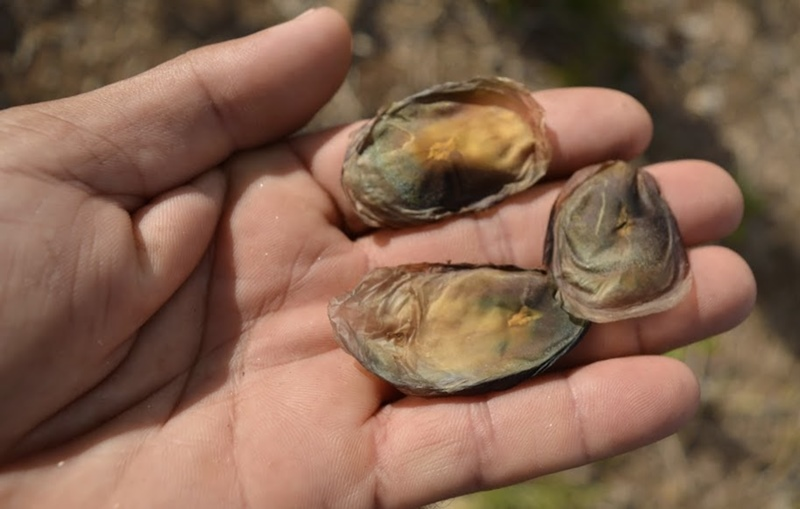
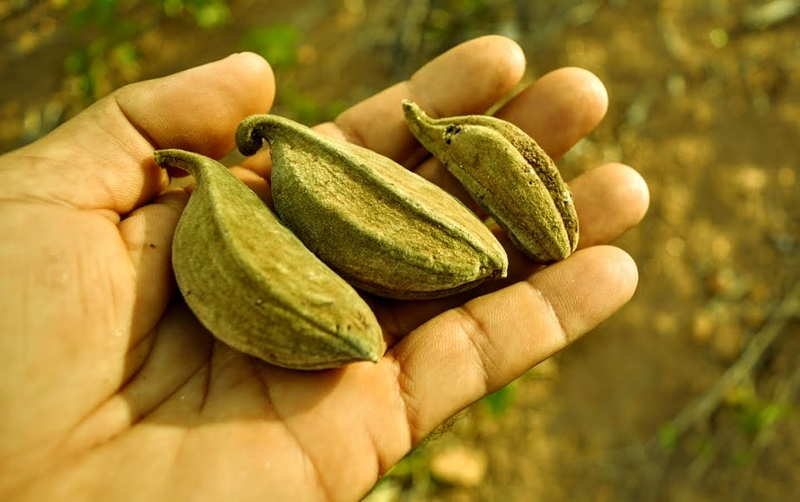